# سیارک ۳۶۹۹
سیارک ۳۶۹۹ (به انگلیسی: 3699 Milbourn، نامگذاری:1984UC2) سه هزار و ششصد و نود و نهمین سیارک کشف شده‌است که در ۲۹ اکتبر ۱۹۸۴ کشف شد.
قدر مطلق سیارک برابر ۱۲٫۷۰ است.